# Scorpiopsis
Scorpiopsis är ett släkte av fjärilar. Scorpiopsis ingår i familjen plattmalar.
Kladogram enligt Catalogue of Life:
| Scorpiopsis | \| \| Scorpiopsis diplaneta \| \| \| \| \| \| Scorpiopsis exanthistis \| \| \| \| \| \| Scorpiopsis pyrobola \| \| \| \| \| \| Scorpiopsis rhodoglauca \| \| \| \| \| \| Scorpiopsis superba \| \| \| \| |
|             | \| \| Scorpiopsis diplaneta \| \| \| \| \| \| Scorpiopsis exanthistis \| \| \| \| \| \| Scorpiopsis pyrobola \| \| \| \| \| \| Scorpiopsis rhodoglauca \| \| \| \| \| \| Scorpiopsis superba \| \| \| \| |
|             | Scorpiopsis diplaneta |
|             | |
|             | Scorpiopsis exanthistis |
|             | |
|             | Scorpiopsis pyrobola |
|             | |
|             | Scorpiopsis rhodoglauca |
|             | |
|             | Scorpiopsis superba |
|             | |